# Minas do Leão
Minas do Leão é um município brasileiro do estado do Rio Grande do Sul. É fruto das primeiras descobertas de carvão ocorrido em 1895, no local denominado “Curral Alto”, pertencente à Estância Leão, propriedade de um espanhol chamado Francisco Leão e que deu origem ao nome da vila que nascia.
A mineração atraiu trabalhadores de diferentes regiões do Rio Grande do Sul, fazendo com que houvesse grande aumento da população. Minas do Leão, por longos anos, teve sua economia calcada na extração do carvão. As empresas carboníferas ofereciam aos mineiros boas condições de vida, tendo em vista a importância do carvão na geração de energia como a Companhia Riograndense de Mineração .
Ao lado da mineração, o comércio foi se expandindo, atendendo às necessidades da população. A pecuária e a agricultura foram no passado e, até hoje, destaques pela produtividade. Minas do Leão é o maior produtor de arroz da Região Carbonífera.
Minas do Leão emancipou-se em 20 março de 1992.

### Mina do Leão II
Localiza-se no município de Minas do Leão, distante apenas 6 Km ao norte da Mina do Leão I. A infra-estrutura existente no local, construída na década de 1980, constitui-se de dois túneis inclinados de acesso à camada de carvão; seis quilômetros de galerias no subsolo; silos subterrâneos para carvão; poço de ventilação com 220 metros de profundidade; prédios com 10.000 m2 de área útil e equipamentos diversos para a lavra e beneficiamento do carvão, que tiveram um investimento de US$ 270 milhões em valores atualizados para 2024 ou US$ 70 milhões em valores da época. Ainda em 2025, é a mina subterrânea de carvão mineral com a maior capacidade instalada da América Latina, o investimento para sua instalação, em Real Brasileiro e atualizado, é de aproximadamente R$ 1,5 bilhões, que continuam não aproveitados em benefício da indústria nacional e da comunidade local.
A CRM, no ano de 2002, assinou um contrato de arrendamento desta mina com a Carbonífera Criciúma S.A. por um prazo de 30 anos. A empresa arrendatária teria um prazo de 4 anos para iniciar a operação da mina, sendo que a CRM teria direito aos royalties decorrentes da venda do carvão produzido. O contrato foi encerrado em 31 de agosto de 2016 sem a mina ter sido posta em funcionamento.

A Mina possui reservas de 120 milhões de toneladas de carvão mineral e capacidade de extrair e beneficiar 1 milhão de toneladas anuais.